# Hada plumbica
Hada plumbica är en fjärilsart som beskrevs av Köhler 1959. Hada plumbica ingår i släktet Hada och familjen nattflyn. Inga underarter finns listade i Catalogue of Life.